# 655.
◄ | 6. stoljeće | 7. stoljeće | 8. stoljeće | ►
◄ | 620-ih | 630-ih | 640-ih | 650-ih | 660-ih | 670-ih | 680-ih | ►
◄◄ | ◄ | 652. | 653. | 654. | 655. | 656. | 657. | 658. | ► | ►►
Astronomija • Književnost • Kršćanstvo • Pravo • Promet

## Smrti
- 16. rujna – Martin I., papa

## Vanjske poveznice
|  | Zajednički poslužitelj ima još gradiva o temi 655. |